# 日本の鉄道駅一覧 さ
| あ | い | う-え   | お        | か    | き | く-け |
| こ | さ | し-しも | しや-しん | す-そ | た | ち-て |
| と | な | に      | ぬ-の     | は    | ひ | ふ-ほ |
| ま | み | む-も   | や-わ行   |       |    |       |

日本の鉄道駅一覧 さは、日本の鉄道駅のうち、さで始まるものの一覧である。

## さ

### さあ-さお
- 西院駅（さいえき・京福電気鉄道嵐山本線、さいいんえき・阪急京都本線）
- 犀潟駅（さいがたえき）
- 西金駅（さいがねえき）
- 犀川駅（さいがわえき）
- 佐伯駅（さいきえき）
- 斎宮駅（さいくうえき）
- 西郷駅（さいごうえき）
- 財光寺駅（ざいこうじえき）
- 再春医療センター前駅（さいしゅんいりょうセンターまええき）
- 西条駅 (広島県)（さいじょうえき・西日本旅客鉄道山陽本線）
- 西大寺駅（さいだいじえき）
- 西大寺町・岡山芸術創造劇場ハレノワ前停留場（さいだいじちょう・おかやまげいじゅつそうぞうげきじょうハレノワまえていりゅうじょう）
- さいたま新都心駅（さいたましんとしんえき）
- 採銅所駅（さいどうしょえき）
- 西戸崎駅（さいとざきえき）
- 彩都西駅（さいとにしえき）
- 西明寺駅（さいみょうじえき）
- 幸駅（さいわいえき）
- 佐伯区役所前駅（さえきくやくしょまええき）
- 菜園場町停留場（さえんばちょうていりゅうじょう）
- 蔵王駅（ざおうえき）

### さか-さこ
- 坂駅（さかえき）
- 佐賀駅（さがえき）
- 嵯峨嵐山駅（さがあらしやまえき）
- 堺駅（さかいえき）
- 堺市駅（さかいしえき）
- 堺筋本町駅（さかいすじほんまちえき）
- 堺田駅（さかいだえき）
- 坂出駅（さかいでえき）
- 堺東駅（さかいひがしえき）
- 境町駅（さかいまちえき）
- 境松駅（さかいまつえき）
- 境港駅（さかいみなとえき）
- 栄駅 (愛知県)（さかええき・名古屋市営地下鉄東山線・名城線）
- 栄駅 (兵庫県)（さかええき・神戸電鉄粟生線）
- 栄駅 (岡山県)（さかええき・水島臨海鉄道水島本線）
- 寒河江駅（さがええき）
- 栄町駅 (千葉県)（さかえちょうえき・千葉都市モノレール1号線）
- 栄町停留場 (東京都)（さかえちょうていりゅうじょう・都電荒川線）
- 栄町駅 (北海道)（さかえまちえき・札幌市営地下鉄東豊線）
- 栄町駅 (愛知県)（さかえまちえき・名鉄瀬戸線）
- 栄町駅 (富山県)（さかえまちえき・富山地方鉄道不二越線）
- 酒折駅（さかおりえき）
- 坂上駅（さかかみえき）
- 坂城駅（さかきえき）
- 坂北駅（さかきたえき）
- 榊原温泉口駅（さかきばらおんせんぐちえき）
- 佐賀公園駅（さがこうえんえき）
- 逆井駅（さかさいえき）
- 坂下駅（さかしたえき）
- 坂下町停留場（さかしたまちていりゅうじょう）
- 逆瀬川駅（さかせがわえき）
- 坂田駅（さかたえき・西日本旅客鉄道北陸本線）
- 酒田駅（さかたえき・東日本旅客鉄道羽越本線）
- 酒田港駅（さかたこうえき）
- 酒殿駅（さかどえき・九州旅客鉄道香椎線）
- 坂戸駅（さかどえき・東武東上本線・越生線）
- 坂根駅（さかねえき）
- 坂ノ市駅（さかのいちえき）
- 坂之上駅（さかのうええき）
- 坂部駅（さかべえき）
- 坂祝駅（さかほぎえき）
- 坂町駅（さかまちえき）
- 相模大塚駅（さがみおおつかえき）
- 相模大野駅（さがみおおのえき）
- 相模金子駅（さがみかねこえき）
- 相模貨物駅（さがみかもつえき）
- 相模湖駅（さがみこえき）
- 相模沼田駅（さがみぬまたえき）
- さがみ野駅（さがみのえき）
- 相模原駅（さがみはらえき）
- 坂元駅（さかもとえき・東日本旅客鉄道常磐線）
- 坂本駅 (熊本県)（さかもとえき・九州旅客鉄道肥薩線）
- 坂本比叡山口駅（さかもとひえいざんぐちえき）
- 相良藩願成寺駅（さがらはんがんじょうじえき）
- 盛駅（さかりえき）
- 佐川駅（さかわえき）
- 崎平駅（さきだいらえき）
- 鷺沼駅（さぎぬまえき）
- さぎの宮駅（さぎのみやえき・遠州鉄道鉄道線）
- 鷺ノ宮駅（さぎのみやえき・西武新宿線）
- 咲花駅（さきはなえき）
- 崎守駅（さきもりえき）
- 崎山駅（さきやまえき）
- 左京山駅（さきょうやまえき）
- 佐久駅（さくえき）
- 佐久海ノ口駅（さくうみのくちえき）
- 作草部駅（さくさべえき）
- 佐久平駅（さくだいらえき）
- 作並駅（さくなみえき）
- 佐久広瀬駅（さくひろせえき）
- 佐久間駅（さくまえき）
- 佐倉駅（さくらえき・東日本旅客鉄道総武本線・成田線）
- 桜駅 (愛知県)（さくらえき・名鉄名古屋本線）
- 桜駅 (三重県)（さくらえき・近鉄湯の山線）
- 桜井駅 (愛知県)（さくらいえき・名鉄西尾線）
- 桜井駅 (奈良県)（さくらいえき・西日本旅客鉄道桜井線・近鉄大阪線）
- 桜井駅 (大阪府)（さくらいえき・阪急箕面線）
- 桜岡駅（さくらおかえき）
- 桜街道駅（さくらかいどうえき）
- 桜ヶ丘駅（さくらがおかえき）
- 桜川駅 (滋賀県)（さくらがわえき・近江鉄道本線）
- 桜川駅 (大阪府)（さくらがわえき・Osaka Metro千日前線・阪神なんば線）
- 桜木駅 (千葉県)（さくらぎえき・千葉都市モノレール2号線）
- 桜木駅 (静岡県)（さくらぎえき・天竜浜名湖鉄道天竜浜名湖線）
- 桜木町駅（さくらぎちょうえき）
- 桜坂駅（さくらざかえき）
- 桜沢駅 (長野県)（さくらさわえき・長野電鉄長野線）
- 桜沢駅 (埼玉県)（さくらざわえき・秩父鉄道秩父本線）
- 桜島駅（さくらじまえき）
- 桜島桟橋通停留場（さくらじまさんばしどおりていりゅうじょう）
- さくら夙川駅（さくらしゅくがわえき）
- 桜上水駅（さくらじょうすいえき）
- 桜新町駅（さくらしんまちえき）
- 桜台駅 (東京都)（さくらだいえき・西武池袋線）
- 桜台駅 (福岡県)（さくらだいえき・西鉄天神大牟田線）
- 桜田門駅（さくらだもんえき）
- 桜並木駅（さくらなみきえき）
- 桜ノ宮駅（さくらのみやえき）
- 桜橋駅（さくらばしえき・静岡鉄道静岡清水線）
- 桜橋停留場（さくらばしていりゅうじょう・富山地方鉄道富山市内軌道線）
- 桜本町駅（さくらほんまちえき）
- 桜町駅（さくらまちえき・東海旅客鉄道飯田線）
- 桜町停留場（さくらまちていりゅうじょう・長崎電気軌道桜町支線）
- 桜町前駅（さくらまちまええき）
- 桜水駅（さくらみずえき）
- 桜山駅（さくらやまえき）
- さくらんぼ東根駅（さくらんぼひがしねえき）
- 佐古駅（さこえき）
- 栄生駅（さこうえき）
- 佐古木駅（さこぎえき）
- 坂越駅（さこしえき）
- 砂越駅（さごしえき）

### ささ-さそ
- 佐々駅（さざえき）
- 笹川駅（ささがわえき）
- 佐々木駅（ささきえき）
- 笹木野駅（ささきのえき）
- 篠栗駅（ささぐりえき）
- 笹子駅（ささごえき）
- ささしまライブ駅
- 笹平駅（ささだいらえき）
- 笹津駅（ささづえき）
- 笹塚駅（ささづかえき）
- 笹貫停留場（ささぬきていりゅうじょう）
- 篠原駅 (愛知県)（ささばらえき・愛知環状鉄道）
- 笹原田駅（ささはらだえき）
- 笹原駅（ささばるえき）
- 笹部駅（ささべえき）
- 笹谷駅（ささやえき）
- 篠山口駅（ささやまぐちえき）
- 佐志生駅（さしうえき）
- 指扇駅（さしおうぎえき）
- 佐敷駅（さしきえき）
- 刺巻駅（さしまきえき）
- 佐世保駅（させぼえき）
- 佐世保中央駅（させぼちゅうおうえき）

### さた-さと
- 貞光駅（さだみつえき）
- 幸浦駅（さちうらえき）
- 佐津駅（さつえき）
- 撮影所前駅（さつえいしょまええき）
- 札苅駅（さつかりえき）
- 五月台駅（さつきだいえき）
- さつき野駅（さつきのえき）
- 咲来駅（さっくるえき）
- 雑餉隈駅（ざっしょのくまえき）
- 札弦駅（さっつるえき）
- 幸手駅（さってえき）
- 札内駅（さつないえき）
- さっぽろ駅（札幌市営地下鉄南北線）
- 札幌駅（さっぽろえき・北海道旅客鉄道函館本線）
- 札幌貨物ターミナル駅（さっぽろかもつターミナルえき）
- サッポロビール庭園駅（サッポロビールていえんえき）
- 薩摩板敷駅（さつまいたしきえき）
- 薩摩今和泉駅（さつまいまいずみえき）
- 薩摩大川駅（さつまおおかわえき）
- 薩摩川尻駅（さつまかわしりえき）
- 薩摩塩屋駅（さつましおやえき）
- 薩摩高城駅（さつまたきえき）
- 薩摩松元駅（さつままつもとえき）
- 里駅（さとえき）
- 左通駅（さどおりえき）
- 里庄駅（さとしょうえき）
- 里白石駅（さとしらいしえき）
- 里見駅（さとみえき）
- 佐土原駅（さどわらえき）

### さな-さの
- 佐奈駅（さなえき）
- 佐那具駅（さなぐえき）
- 猿投駅（さなげえき）
- 佐貫駅（さぬきえき）
- 讃岐相生駅（さぬきあいおいえき）
- 讃岐財田駅（さぬきさいだえき）
- 讃岐塩屋駅（さぬきしおやえき）
- 讃岐白鳥駅（さぬきしろとりえき）
- 讃岐津田駅（さぬきつだえき）
- 讃岐府中駅（さぬきふちゅうえき）
- 佐貫町駅（さぬきまちえき）
- 讃岐牟礼駅（さぬきむれえき）
- 佐野駅（さのえき）
- 佐野市駅（さのしえき）
- 佐野のわたし駅（さののわたしえき）

### さは-さほ
- 鯖石駅（さばいしえき）
- 鯖江駅（さばええき）
- 鯖瀬駅（さばせえき）
- 佐羽根駅（さばねえき）

### さま-さも
- 座間駅（ざまえき）
- 三溝駅（さみぞえき）
- 佐味田川駅（さみたがわえき）
- 寒川駅（さむかわえき）
- 侍浜駅（さむらいはまえき）
- 鮫駅（さめえき）
- 醒ケ井駅（さめがいえき）
- 鮫洲駅（さめずえき）

### さや-さよ
- 佐屋駅（さやえき）
- 狭山駅（さやまえき）
- 狭山ヶ丘駅（さやまがおかえき）
- 狭山市駅（さやましえき）
- 佐用駅（さよえき）

### さら-さろ
- 佐良山駅（さらやまえき）
- 佐里駅（さりえき）
- 猿田駅（さるだえき）
- 猿橋駅（さるはしえき）
- 猿和田駅（さるわだえき）

### さわ-さん
- 沢駅（さわえき・東海旅客鉄道飯田線）
- 佐和駅（さわえき・東日本旅客鉄道常磐線）
- 沢井駅（さわいえき）
- 沢尻駅（さわじりえき）
- 沢田駅（さわだえき）
- 沢中山駅（さわなかやまえき）
- 沢ノ町駅（さわのちょうえき）
- 沢間駅（さわまえき）
- 沢目駅（さわめえき）
- 佐原駅（さわらえき）
- 沢良宜駅（さわらぎえき）
- 沢渡駅（さわんどえき）
- 三ケ根駅（さんがねえき）
- 三ヶ森駅（さんがもりえき）
- 産業振興センター駅（さんぎょうしんこうセンターえき）
- 参宮橋駅（さんぐうばしえき）
- 三軒茶屋駅（さんげんぢゃやえき）
- 三郷駅 (愛知県)（さんごうえき・名鉄瀬戸線）
- 三郷駅 (奈良県)（さんごうえき・西日本旅客鉄道関西本線）
- 三才駅（さんさいえき）
- 三十八社駅（さんじゅうはっしゃえき）
- 山上駅（さんじょうえき）
- 三条駅 (新潟県)（さんじょうえき・東日本旅客鉄道信越本線）
- 三条駅 (京都府)（さんじょうえき・京阪本線・鴨東線）
- 三条駅 (香川県)（さんじょうえき・高松琴平電気鉄道琴平線）
- 三条京阪駅（さんじょうけいはんえき）
- 三瀬駅（さんぜえき）
- 三田駅 (兵庫県)（さんだえき・西日本旅客鉄道福知山線・神戸電鉄三田線）
- 三田本町駅（さんだほんまちえき）
- 山東駅（さんどうえき・和歌山電鐵貴志川線）
- サンドーム西駅（サンドームにしえき）
- 山王駅 (愛知県)（さんのうえき・名古屋鉄道名古屋本線）
- 山王駅 (福井県)（さんのうえき・えちぜん鉄道勝山永平寺線）
- 三戸駅（さんのへえき）
- 三宮駅 (神戸市営地下鉄)（さんのみやえき・神戸市営地下鉄西神・山手線）
- 三宮駅 (神戸新交通)（さんのみやえき・神戸新交通ポートアイランド線）
- 三ノ宮駅（さんのみやえき・西日本旅客鉄道東海道本線）
- 三宮・花時計前駅（さんのみや・はなどけいまええき）
- 桟橋車庫前停留場（さんばししゃこまえていりゅうじょう）
- 桟橋通一丁目停留場（さんばしどおりいっちょうめていりゅうじょう）
- 桟橋通五丁目停留場（さんばしどおりごちょうめていりゅうじょう）
- 桟橋通三丁目停留場（さんばしどおりさんちょうめていりゅうじょう）
- 桟橋通二丁目停留場（さんばしどおりにちょうめていりゅうじょう）
- 桟橋通四丁目停留場（さんばしどおりよんちょうめていりゅうじょう）
- 三本松駅 (奈良県)（さんぼんまつえき・近鉄大阪線）
- 三本松駅 (香川県)（さんぼんまつえき・四国旅客鉄道高徳線）
- 三本松口駅（さんぼんまつぐちえき）
- 三枚橋駅（さんまいばしえき）
- 三見駅（さんみえき）
- 山門駅（さんもんえき）
- 山陽明石駅（さんようあかしえき）
- 山陽網干駅（さんようあぼしえき）
- 山陽魚住駅（さんよううおずみえき）
- 山陽塩屋駅（さんようしおやえき）
- 山陽女学園前駅（さんようじょがくえんまええき）
- 山陽須磨駅（さんようすまえき）
- 山陽曽根駅（さんようそねえき）
- 山陽垂水駅（さんようたるみえき）
- 山陽天満駅（さんようてんまえき）
- 山陽姫路駅（さんようひめじえき）
- 三里木駅（さんりぎえき）
- 三陸駅（さんりくえき）
- 山麓駅（さんろくえき）